# Lochmaeus manteo
Lochmaeus manteo (tên tiếng Anh: Variable Oakleaf Caterpillar Moth) là một loài bướm đêm thuộc họ Notodontidae. Nó được tìm thấy ở miền đông Bắc Mỹ.
Sải cánh dài 37–50 mm. Con trưởng thành bay từ tháng 4 đến tháng 10.
Ấu trùng ăn nhiều loại cây, đặc biệt là loài Quercus. Ấu trùng có thể phun formic acid gây ngứa da người.